# Museo Nacional de Arte Decorativo de Ucrania

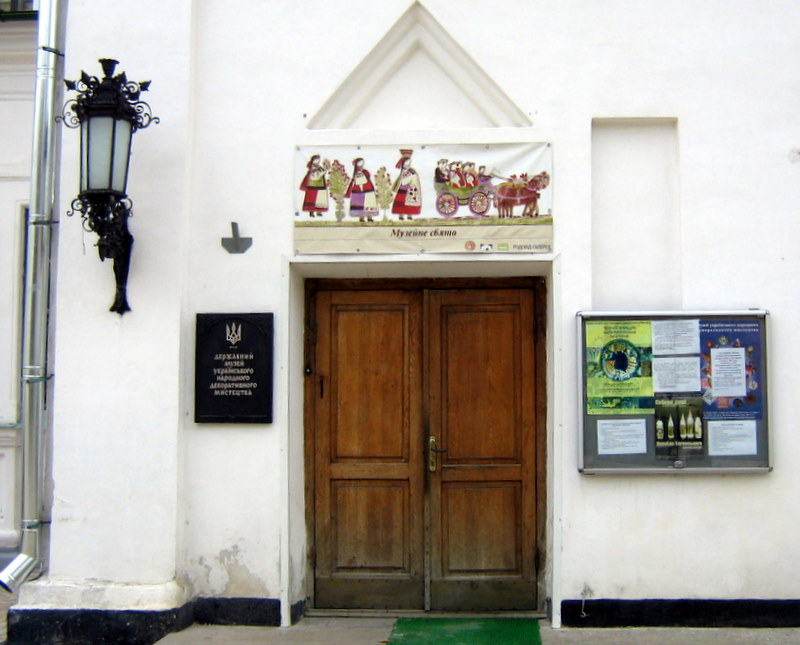
Entrada en el Museo Nacional de Arte Decorativo.

El Museo Nacional de Arte Decorativo de Ucrania está situado en el Monasterio de las Cuevas de Kiev, en el edificio donde antes vivieron los metropolitanos. Ahora es un monumento de la arquitectura de fines del siglo XVIII y primera parte del siglo XIX.
La colección del museo se inició en el año 1899 y forma parte del recientemente fundado Museo Municipal de Antigüedades, el cual ya era famoso en el año 1904 como Museo del Arte, de Industria y de Ciencia de Kiev. 

## Exposiciones
En los fondos del museo hay más de 75 mil artículos del arte decorativo tradicional de Ucrania desde el siglo XV hasta hoy día. Son materiales de uso corriente y de formas muy diferentes. 
La exposición del museo ocupa unos 1500 m², que están ocupados por artículos que representan todos los tipos del arte decorativo de Ucrania:
Bordado, cerámica, tejeduría, tallado en madera, formas diferentes de decorar metal, cristal y porcelana e iconos.
En los fondos del museo hay colecciones de los vestidos de las mujeres ucranianas de los siglos XIX y XX, que representan cada región de Ucrania y que nos permite conocer los modos del corte, de la costura, de la tejeduría, del bordado y del adorno que han sido usado en otros tiempos.
El Museo tiene la colección más grande de Ucrania de los trabajos de la pintora Maria Priymachenko, unas 500 composiciones. En el Museo están representados también los trabajos de la pintora Katerina Bilokur.